# أولالوم
«أولالوم» (بالإنجليزية: Ulalume)‏ هي قصيدة كتبها إدغار ألان بو في عام 1847. تتشابه إلى حد كبير مع عدد من قصائد بو الأخرى (مثل "الغراب"، "أنابيل لي"، و «لينور»)، وتركز القصة على فقدان الراوي لحبيبته بسبب موتها. كتب بو القصيدة في الأصل بوصفها قطعة خطابة، وعلى هذا النحوفقد ركزت القصيدة على الصوت. بالإضافة إلى ذلك، فهي تحمل العديد من التلميحات، وخاصة إلى الأساطير، وهوية أولالوم نفسها كان موضع نقاش، وعما إذا كانت شخصية حقيقية.

## تاريخ النشر
كتب بو القصيدة بناء على طلب القس كوتسوورث برونسون، الذي طلب من بو قصيدة ليقرأها في إحدى محاضراته عن الخطابة. وطلب من الشاعر شيئا به «تنوع صوتي وتعابير». قرر برونسون عدم استخدام القصيدة التي أرسلها له بو، وهي «أولالوم». ثم قدم بو القصيدة إلى مجلة يونيون للصحفي جون سارتن، التي رفضتها باعتبارها «كثيفة جدا». ربما رأى بو طلب برونسون كنوع من التحدي وفرصة لتعزيز شهرته، خاصة بعد أن اشتهرت قصيدته السابقة «الغراب» لأسلوبها الفصيح.
تم نشر قصيدة أولالوم في النهاية، وإن كان باسم مجهول في صحيفة أميريكان ويغ ريفيو في ديسمبر 1847. كان بو قد باع في الأصل مقالته «برهان القصيدة» (بالإنجليزية: The Rationale of Verse)‏، والتي لم تنشر بعد، إلى جورج هوكر كولتون محرر صحيفة ريفيو. لم يقم كولتون بطباعة المخطوطة على الفور، لذلك قام بو باستبدالها بقصيدة أولالوم.
أعيد طبعها من قبل ناثانيال باركر ويليس في صحيفة Home Journal، ونشرت هذه المرة دون اسم أيضا، مع ملاحظة تسأل عن صاحب القصيدة، وذلك بناء على طلب بو ليثير الاهتمام بها. افترض البعض، بما في ذلك إيفرت أغسطس دويكينك، أن مؤلف القصيدة كان ويليس. احتوى المنشور الأول على عشرة أدوار. كان روفوس ويلموت جريسوولد، المُدبِّر الأدبي لبو، أول من طبع «أولالوم» دون مقطعها الأخير، وهو الآن الإصدار القياسي. قام بو نفسه بترتيل القصيدة بالمقطع النهائي، لكنه اعترف أنه غير مفهوم ولم يكن واضحا حتى عليه.

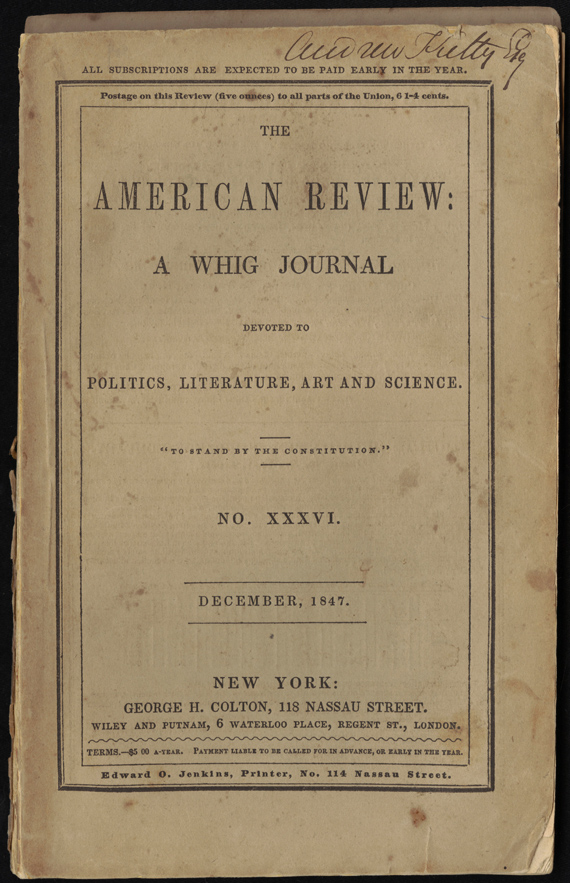
غلاف جريدة أميريكان ريفيو العدد 36 ديسمبر 1847، جورج هوكر كولتون، نيويورك.